# Nomada bluethgeni
Nomada bluethgeni là một loài Hymenoptera trong họ Apidae. Loài này được Stoeckhert mô tả khoa học năm 1943.